# Пітер Пен (фільм, 2003)
«Пітер Пен» (англ. Peter Pan) — фантастичний фільм 2003 року за повістю Джеймса Баррі «Пітер Пен».

## Сюжет
У Лондоні близько 1904 року, в будинку Дарлінґів, Венді Дарлінґ (Рейчел Херд-Вуд) розповідає своїм молодшим братам, Джонові (Гаррі Ньюелл) і Майклові (Фредді Попплуелл), казкові розповіді про Пітера Пена (Джеремі Самптер) і його подругу-фею Дін (Людівін Саньє). Незабаром сім'ю Дарлінґів відвідує тітка Міллісент, і, стверджуючи, що Венді вже майже доросла, радить містерові і місіс Дарлінґ думати про майбутнє Венді. Вона каже їм, що Венді повинна мати свою кімнату, менше гаяти часу зі своїми братами, навчитися бути належною молодою леді. Сама ідея лякає дітей Дарлінґ. Одної ночі Венді мигцем бачить таємничого хлопчика, який завис над її ліжком. Той тікає, та собака Нена, яка служить в родині нянею, хапає його тінь. Хлопчик зрештою відвідує дитячу кімнату знову, шукаючи свою тінь, і відрекомендовується як Пітер Пен. Познайомившись, Венді пришиває до нього тінь. Потім Пітер пропонує їй бути «матір'ю» для його банди загублених хлопчиків і вони разом з Джоном і Майклом відлітають на острів Небувалія. Там на дітей чекають цікаві, хоча й небезпечні пригоди і боротьба з жорстоким Капітаном Гаком.

## В ролях
| Актор            | Роль                            |
| ---------------- | ------------------------------- |
| Джейсон Айзекс   | містер Дарлінґ/капітан Гак      |
| Джеремі Самптер  | Пітер Пен                       |
| Рейчел Херд-Вуд  | Венді Дарлінґ                   |
| Людівін Саньє    | Дін                             |
| Лінн Редґрейв    | тітка Міллісент                 |
| Олівія Вільямс   | місіс Дарлінґ                   |
| Гаррі Ньюелл     | Джон Дарлінґ                    |
| Фредді Попплуелл | Майкл Дарлінґ                   |
| Карсен Ґрей      | Тигрова Лілія                   |
| Річард Брірс     | Смі                             |
| Брюс Спенс       | Куксон                          |
| Саффрон Берроуз  | доросла Венді/оповідач у фільмі |

## Цікаві факти
- Джейсон Айзекс грає як батька Венді, так і Капітана Гака. Традиція виконання цих ролей одним актором йде з досвіду театральних постановок «Пітера Пена».
- Картина присвячена пам'яті Доді Аль Файєда, який був одним з продюсерів фільму «Капітан Гак» режисера Стівена Спілберга і мав серйозні плани постановки нової ігрової версії «Пітера Пена».
- За час зйомок Джеремі Самптер виріс більш ніж на двадцять сантиметрів. Через це вікно дитячої кімнати чотири рази перебудовували, щоб актор не вдарявся головою об нього.
- Коли Капітан Гак одягається у своїй каюті, на його лівому плечі можна помітити витатуюваний хрест Ітонського коледжу, який закінчив Джейсон Айзекс.
- Як Нена на зйомках були використані відразу три собаки, причому всі три були самцями. У фільмі Нена породи ньюфаундленд, а не сенбернар, як це було в книзі.
- За словами Карсен Ґрей (Тигрова Лілія) те, що вона говорить Капітанові Гаку мовою ірокезів, приблизно перекладається як «Ти злий. Ти погано пахнеш. Від тебе смердить ведмежою сечею. Ти старий і потворний».
- Був знятий альтернативний фінал, що сходиться з закінченням книги, в якому Пітер зустрічає дорослу Венді (роль якої зіграла Саффрон Берроуз) з її маленькою дочкою Джейн. Він був включений у видання фільму на DVD.
- Остаточний бюджет кінострічки так і не був оголошений, оскільки запланована спочатку сума була кілька разів перевищена, головним чином через дорогі декорації.